# Rivella

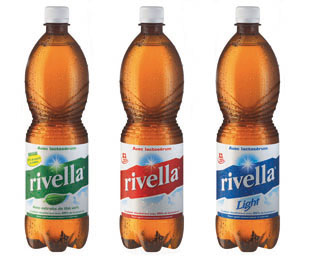
Refresco suizo, creado por Robert Bart en 1952.

Rivella es un refresco de Suiza, creado por Robert Barth en 1952, que se produce a partir de suero de leche y, por lo tanto, incluye ingredientes tales como la lactosa, ácido láctico y minerales.
Existen en el mercado cuatro variedades: 
- Rivella Roja (Rivella Rot), la versión original
- Rivella (Rivella Blau), una versión baja en calorías de Rivella Rot
- Rivella Verde (Rivella Grün), que es aromatizado con extracto de té verde
- Rivella Amarilla (Rivella Gelb), que se hace con soja en lugar de extractos de productos lácteos de leche.

## Historia
Rivella apareció por primera vez en los años cincuenta, y desde entonces se ha convertido en una de las bebidas más populares en Suiza. Debido a la saturación en el mercado suizo, Rivella SA trató de ampliar la venta de sus productos en otros países, como el Reino Unido en 1999 y en los EE. UU. cinco años más tarde, pero ambos intentos fracasaron. Desde entonces, la empresa concentra sus esfuerzos en los vecinos de Suiza. El 90 por ciento de las ventas al exterior de la Rivella se generan en los Países Bajos. Esto equivale a 15 millones de litros al año.